# سليمان بن عبد الله بن محمد بن عبد الوهاب
سليمان بن عبد الله بن محمد بن عبد الوهاب المُشرَّفي، الوهبي، التميمي، النجدي موطنًا، الحنبلي مذهبًا، السلفي عقيدة ومنهجًا. ولد في الدرعية عام 1200 هـ - 1786م. كان بارعا في التفسير والحديث والفقه.

## وفاته
كانت وفاته في سنة 1233 هـ حيث أحضره إبراهيم محمد علي باشا بعد أن وشى به "بغداديٌّ"، فأحضر الباشا بين يديه الملاهي وأدوات الطرب والخمر لإغاضته، ثم أخرجه إلي المقبرة وأمر الجند أن يطلقوا عليه رصاص بنادقهم دفعة واحدة، فأطلقوه عليه فمزق جسمه.

## من كتبه
- تيسير العزيز الحميد في شرح كتاب التوحيد
- التوضيح عن توضيح الخلاق في جواب أهل العراق
- أوثق عرى الإيمان
- الدلائل في حكم موالاة أهل الإشراك

### فهرس المراجع
1. ↑  آل الشيخ (1972)، ص. 31.

### المعلومات الكاملة للمراجع
- عبد الرحمن بن عبد اللطيف بن عبد الله آل الشيخ (1974)، مشاهير علماء نجد وغيرهم، الرياض: دار اليمامة للبحث والترجمة والنشر، OCLC:4770119923، QID:Q118387585